# Callitrichia afromontana
Callitrichia afromontana là một loài nhện trong họ Linyphiidae. Chúng được Scharff miêu tả năm 1990.